# Еммануель Деніел
Еммануель Деніел (англ. Emmanuel Daniel, нар. 17 грудня 1993) — нігерійський футболіст, воротар клубу «Орландо Пайретс».

## Клубна кар'єра
Вихованець клубу «Енугу Рейнджерс» в якому виступав до 2016 року.
До складу клубу південноафриканського «Орландо Пайретс» приєднався 2016 року. 

## Виступи за збірні
З 2015 по 2016 залучався до складу молодіжної збірної Нігерії. На молодіжному рівні зіграв у 19 офіційних матчах.
2016 року захищав кольори олімпійської збірної Нігерії. У складі цієї команди провів 5 матчів. У складі збірної — учасник футбольного турніру на Олімпійських іграх 2016 року в Ріо-де-Жанейро, на якому команда здобула бронзові олімпійські нагороди.

## Досягнення

### Збірна
- Бронзовий призер Африканських ігор: 2015
- Чемпіон Африки (U-23): 2015
- Бронзовий призер Олімпійських ігор: 2016